# Hans Mroczinski
Hans Mroczinski (* 13. Oktober 1922 in Schwenningen; † 16. Dezember 2022 in Dresden) war ein deutscher Maler.

## Leben und Werk
Mroczinski stammte aus einer Arbeiterfamilie. Mütterlicherseits war er mit Hans Thoma verwandt. Nach dem Schulbesuch in Schwenningen absolvierte er von 1937 bis 1940 eine Lehre und arbeitete als Lithograph in der Kartonagenfabrik Link in Schwenningen. 1941 wurde er zur Wehrmacht eingezogen. In Stalingrad erlebte er die Vernichtung der 76. und den Untergang der 295. Infanterie-Division. Er führte Tagebuch und dokumentierte das Grauen in ausdrucksstarken schwarz-weiß gemalten Bildern. 1943 geriet Mroczinski in sowjetische Kriegsgefangenschaft. Im Lager wurde sein Talent für die Gestaltung der Wandzeitung entdeckt, und er durfte sich frei, auch außerhalb des Lagers, bewegen und malen. Als Farben benutzte er u. a. Medikamentenreste. Im Lager lernte er Hans Grundig kennen, zu dem er auch später in Kontakt stand. 1946 wurde Mroczinski entlassen. Er ging nach Dresden und arbeitete bis 1947 am Wiederaufbau des Gebäudes der Kunstakademie mit. Von 1947 bis 1950 studierte er an der Hochschule für Bildende Künste Dresden bei Hans Grundig, Wilhelm Lachnit, Hans Theo Richter und Josef Hegenbarth. 1948 gehörte er, u. a. mit Bernhard Kretzschmar, zu den ersten Studenten, die ein Betriebspraktikum absolvierten. Er war im Kraftwerk Hirschfelde tätig. Aufsehen erregte ein Bild, das er von der kriegszerstörten Frauenkirche mit Akademiegebäude gemalt hatte. Sein Diplom erhielt Mroczinski bei Grundig im Fach Tafelmalerei. Von 1950 bis 1956 arbeitete Mroczinski in Dresden als freischaffender Maler. Von 1952 bis 1954 war er Aspirant an der Hochschule für Bildende Künste Dresden, ab 1956 Oberassistent und ab 1961 Dozent in der Fachklasse Malerei/Grafik von Jutta Damme, wo er zusammen mit Günter Horlbeck lehrte.
Von 1957 bis 1960 gehörte er zur Ausstellungsgruppe „Dresdner Künstleraktiv 1957“, die sich dem „Kampf gegen den Faschismus“ verschrieben hatte, und zu der u. a. auch Hans und Lea Grundig und Eva Schulze-Knabe gehörten. Mroczinski engagierte sich vehement für die Verteidigung der „Ästhetik der Malerei“. Anfang der 60er Jahre gehörte er zu den Lehrkräften, die die Einführung des komplexen Grundlagenstudiums für Malerei/Grafik unterstützten. Von 1967 bis zur Emeritierung 1987 war er Professor für Malerei.
Mroczinski unternahm Studienreisen u. a. in die Sowjetunion, nach Rumänien und nach China. Dabei schuf er eine bedeutende Anzahl von Bildern, vor allem Tafelbilder und Zeichnungen.

## Ehrungen
- 1967: Martin-Andersen-Nexö-Kunstpreis
- 1984: Verdienstmedaille der DDR

## Museen und öffentliche Sammlungen mit Werken Mroczinskis (mutmaßlich unvollständig)
- Berlin: Neue Nationalgalerie
- Dresden: Galerie Neue Meister[6]; Sächsischer Kunstfonds[6]; Stadtmuseum Dresden
- Rostock: Kunsthalle Rostock
- Zwickau: Kunstsammlungen Zwickau

## Weitere Werke (Auswahl)

### Tafelbilder (Auswahl)
- Frauenkirche mit Akademiegebäude (1948, Öl; Stadtmuseum Dresden)[7]
- Schnee in Dresden (Öl, 70 × 100 cm; auf der Dritten Deutschen Kunstausstellung)[8]
- Theaterplatz Dresden im Schnee (Öl, 70 × 100 cm; auf der Dritten Deutschen Kunstausstellung)
- Übergabe des Parteidokuments (Öl, 140 × 105 cm; auf der Dritten Deutschen Kunstausstellung)
- Meersburg am Bodensee (Öl, 80 × 130 cm; auf der Vierten Deutschen Kunstausstellung)[9]
- Demonstration am 13. Februar 1955 in Dresden (Öl, 130 × 200 cm; auf der Vierten Deutschen Kunstausstellung)[10]
- Blick auf Dresden-Neustadt (um 1960, Öl)[11]
- Das Haus des Dichters Lu Shün (Öl; auf der Fünften Deutschen Kunstausstellung)[12]
- Chinesischer Matrose vom Jangtsekiang[13]
- Frauenbildnis (Griffel; 1964)[14]

### Im Eigenverlag veröffentlichte Bücher
- Von Belfort nach Stalingrad zurück nach Dresden.
- Dresdenbilder aus sechs Jahrzehnten.
- Studienreise durch China 1958.

## Ausstellungen (unvollständig)

### Einzelausstellungen
- 1967: Dresden, Zwinger
- 1976: Wustrow, Heimatmuseum
- 1976: Güstrow, Stadtmuseum
- 1978: Dresden, Dresdner Club
- 1979: Erfurt, Galerie Erph
- 1983: Dresden, Galerie West
- 1983: Riesa, Klub der Intelligenz
- 1986: Dresden, Galerie Kunst der Zeit
- 1992: Spaichingen, Rathaus
- 2002 und 2008: Parchim, Galerie ebe
- 2003: Radebeul, Stadtgalerie
- 2019: Dresden, Kulturzentrum Johannstadt („Vom (un) menschlichen im Krieg“; mit Adolf Böhlich und Christian Modersohn)

### Teilnahme an zentralen und wichtigen regionalen Ausstellungen in der DDR
- 1951/1952: Berlin, Museumsbau am Kupfergraben („Künstler schaffen für den Frieden“)
- 1953 bis 1978: Dresden, Dritte Deutsche Kunstausstellung bis VIII. Kunstausstellung der DDR
- 1957: Berlin, Ausstellungspavillon Werderstraße („Junge Künstler der DDR“)1959 und 1960: Stralsund, Kulturhistorisches Museum, bzw. Dresden, Schloss Pillnitz („Kunst ist Waffe. Dresdner Künstleraktiv 1957“)
- 1959 und 1960: Stralsund, Kulturhistorisches Museum, bzw. Dresden, Schloss Pillnitz („Kunst ist Waffe. Dresdner Künstleraktiv 1957“)
- 1971: Berlin, Altes Museum („Das Antlitz der Arbeiterklasse in der bildenden Kunst der DDR“)
- 1985: Dresden, Albertinum („Bekenntnis und Verpflichtung“)